# 山岸真
山岸 真（やまぎし まこと、1962年 - ）は、日本のSF翻訳家、研究者、アンソロジスト。
日本SF作家クラブ会員、日本推理作家協会会員。

## 略歴
新潟県長岡市出身。新潟県立長岡高等学校を経て埼玉大学教養学部卒業。卒論のテーマはマイクル・ビショップ。
学生時代から、小川隆主宰の海外SF紹介研究のファングループ「ぱらんてぃあ」に参加。1980年代半ばから海外SF紹介の第一人者として『SFマガジン』『本の雑誌』や文庫解説などで活躍。1991年まで（株）ビデオリサーチに勤務。
近年ではグレッグ・イーガンの作品翻訳などで知られている。また、2008年には、最愛の作品であるマイクル・コーニー『ハローサマー、グッドバイ』を新訳した。
篠田節子の小説『百年の恋』の主人公・岸田真一のモデル（ただし、職業・名前等に限定）でもある。

## 共著
- 『洋書ハンターズ 400冊ガイドブック - 必ず読みたい本がある!』（高山宏, 飛田茂雄, 山岸真, 若島正, 穂井田直美共著、バベルプレス編、バベルプレス） 1997

## 翻訳
- 『タンジェント』（Tangents、グレッグ・ベア、ハヤカワ文庫） 1993
- 『ハローサマー、グッドバイ』（Hello summer, goodbye.、マイクル・コーニー、河出文庫） 2008
- 『パラークシの記憶』（Remember Palahaxi、M・コーニイ、河出文庫） 2013
- 『猫SF傑作選 猫は宇宙で丸くなる』（中村融編訳、共訳、竹書房文庫） 2017
- 『シオンズ・フィクション イスラエルSF傑作選』（シェルドン・テイテルバウム, エマヌエル・ロテム共編、中村融, 安野玲, 市田泉, 植草昌実, 小川隆, 山田順子共訳、竹書房文庫） 2020

### グレッグ・イーガン作品
- 『宇宙消失』 (Quarantine、創元SF文庫) 1999
- 『順列都市』 (Permutation City、ハヤカワ文庫） 1999
- 『祈りの海』 (Oceanic and Other Stories、編訳、ハヤカワ文庫） 2000年：日本オリジナル短編集
- 『しあわせの理由』 (Reasons to be Cheerful and Other Stories、編訳、ハヤカワ文庫SF） 2003：日本オリジナル短編集
- 『万物理論』 (Distress、創元SF文庫） 2004
- 『ディアスポラ』 (Diaspora、ハヤカワ文庫） 2005
- 『ひとりっ子』 (Singleton、編訳、ハヤカワ文庫） 2006：日本オリジナル短編集
- 『TAP』（TAP and Other Stories、編訳、河出書房新社） 2008、のち河出文庫：日本オリジナル短編集
- 『プランク・ダイヴ』（The Planck Dive and Other Stories、編訳、ハヤカワ文庫） 2011：日本オリジナル短編集
- 『白熱光』（Incandescence、新☆ハヤカワ・SF・シリーズ） 2013
- 『ゼンデギ』（Zendegi、ハヤカワ文庫SF） 2015
- 『クロックワーク・ロケット』（The Clockwork Rocket、中村融共訳、新☆ハヤカワ・SF・シリーズ） 2015
- 『エターナル・フレイム』（The Eternal Flame、中村融共訳、新☆ハヤカワ・SF・シリーズ） 2016
- 『アロウズ・オブ・タイム』（The Arrows of Time、中村融共訳、新☆ハヤカワ・SF・シリーズ） 2017
- 『シルトの梯子』 (Schild's Ladder、ハヤカワ文庫SF） 2017
- 『ビット・プレイヤー』（Bit Players and Other Stories 、編訳、ハヤカワ文庫SF） 2019 - 日本オリジナル短編集

## 編書
- 『80年代SF傑作選』上・下（小川隆と共編、ハヤカワ文庫SF） 1992
- 「20世紀SF」1 - 6 (中村融と共編、河出文庫） 2000 - 2001
『20世紀SF<1> 1940年代 - 星ねずみ』
『20世紀SF<2> 1950年代 - 初めの終わり』
『20世紀SF<3> 1960年代 - 砂の檻』
『20世紀SF<4> 1970年代 - 接続された女』
『20世紀SF<5> 1980年代 - 冬のマーケット』
『20世紀SF<6> 1990年代 - 遺伝子戦争』
- 『90年代SF傑作選』上・下（ハヤカワ文庫SF） 2002
- 『スティーヴ・フィーヴァー　ポストヒューマンSF傑作選』（ハヤカワ文庫SF） 2010
- 『日本SF短編50』全5巻（ハヤカワ文庫JA、日下三蔵・北原尚彦・星敬と共編） 2013
- 『SFマガジン700 : 創刊700号記念アンソロジー 海外篇』（ハヤカワ文庫SF） 2014